# سارا درایور
سارا درایور (انگلیسی: Sara Driver؛ زادهٔ ۱۵ دسامبر ۱۹۵۵) فیلم‌ساز مستقل و بازیگر آمریکایی اهل وستفیلد، نیوجرسی است. او از فعالان صحنه فیلم‌سازی مستقل در منهتن پایین بود که از اواخر دهه ۱۹۷۰ تا دهه ۱۹۹۰ شکوفا شد و ابتدا به‌عنوان تهیه‌کننده دو فیلم اولیه جیم جارموش، یعنی «تعطیلات دائمی» و «غریبه‌تر از بهشت» شناخته شد. درایور دو فیلم بلند به نام‌های «خواب‌گردی» و «وقتی خوک‌ها پرواز کنند»، یک فیلم کوتاه برجسته به نام «تو من نیستی» و یک مستند به نام «رونق برای واقعی: سال‌های آخر نوجوانی ژان-میشل باسکیا» درباره زندگی پیش از شهرت این هنرمند جوان در صحنه هنری در حال رشد نیویورک پیش از تغییرات عظیم دهه ۱۹۸۰ کارگردانی کرده است. او در طول دهه ۲۰۰۰ در هیئت داوران جشنواره‌های مختلف فیلم حضور داشته است.

## زندگی شخصی و تحصیلات
سارا درایور در وستفیلد، نیوجرسی، به‌عنوان دختر آلبرت و مارتا (میلر) درایور به دنیا آمد. او دوران دبیرستان را در دبیرستان وستفیلد در وستفیلد، نیوجرسی گذراند. درایور در کالج زنان راندولف-میکن در لینچبورگ، ویرجینیا تحصیل کرد و در سال ۱۹۷۷ با مدرک تئاتر و کلاسیک فارغ‌التحصیل شد. او سال سوم دانشگاه را در آتن گذراند و در نمایشی از اپرای ملی یونان شرکت کرد.
درایور بین سال‌های ۱۹۹۶ تا ۱۹۹۸ در دانشکده فیلم‌سازی دانشگاه نیویورک تدریس کارگردانی کرد و در سال ۱۹۸۲ مدرک کارشناسی ارشد هنرهای زیبا را از این دانشگاه دریافت کرد.
درایور در دانشگاه نیویورک همراه با اسپایک لی و جیم جارموش تحصیل کرد.

## حرفه سینمایی
درایور اولین کارگردانی خود را در سال ۱۹۸۱ با فیلم کوتاه تو من نیستی آغاز کرد که بر اساس داستانی از پل بولز ساخته شده و با همکاری جیم جارموش نوشته شده بود. داستان فیلم درباره زنی جوان و آشوب‌زده ذهنی به نام اتل است که از آسایشگاه روانی که در آن تحت درمان بود فرار می‌کند تا اینکه به اشتباه به‌عنوان یکی از بازماندگان یک تصادف مرگبار که به‌طور اتفاقی با آن روبه‌رو شده بود، شناخته می‌شود. سپس او را به خانه خواهرش می‌برند. New Yorker این فیلم که با بودجه ۱۲٬۰۰۰ دلار در شش روز فیلم‌برداری شد، پروژه پایان‌نامه درایور برای دریافت مدرک کارشناسی ارشد هنرهای زیبا از دانشگاه نیویورک (NYU) بود. درایور برای تأمین هزینه‌های تدوین فیلم مجبور شد یک اتاق تدوین را برای شب اجاره کند. این فیلم پس از نمایش اولیه موفق در تئاتر عمومی، به‌سرعت طرفدارانی پیدا کرد، اما پس از آتش‌سوزی در انباری که نگاتیو فیلم را نابود کرد، از دسترس خارج شد. این فیلم که به‌ندرت دیده شده بود، همچنان توسط منتقدان برجسته‌ای مانند جاناتان روزنبام و مجله کایه دو سینما تحسین شد که تو من نیستی را یکی از بهترین فیلم‌های دهه ۱۹۸۰ نامیدند. این فیلم برای سال‌ها گمشده تلقی می‌شد تا اینکه یک نسخه از آن در میان اموال پل بولز پیدا شد. 
درایور جایزه‌ای برای حفظ و مرمت فیلم از بنیاد زنان در فیلم و تلویزیون دریافت کرد. نسخه مرمت‌شده فیلم در بخش آثار برجسته جشنواره فیلم نیویورک ۲۰۱۱ به نمایش درآمد. درایور در سال ۱۹۸۶ اولین فیلم بلند خود، خواب‌گردی را کارگردانی کرد. این فیلم جایزه ژرژ سادول (۱۹۸۶) از سینماتک فرانسه، جایزه ویژه در جشنواره بین‌المللی فیلم مانهایم-هایدلبرگ (۱۹۸۶) و انتخاب فیلم افتتاحیه بیست‌وپنجمین سالگرد هفته منتقدان بین‌المللی (۱۹۸۶) در جشنواره کن را دریافت کرد. خواب‌گردی همچنین در جشنواره کارگردانان جدید/فیلم‌های جدید موزه هنر مدرن (۱۹۸۷) و جشنواره فیلم ساندنس (۱۹۸۷) به نمایش درآمد. نورپردازی کم‌نور این فیلم از مقاله‌ای نوشته کارل تئودور الهام گرفته شده است.
درایور اپیزود «تخت و خوک» از مجموعه تلویزیونی هیولاها (۱۹۹۰) را کارگردانی کرد. دومین فیلم بلند او به‌عنوان کارگردان، وقتی خوک‌ها پرواز کنند (۱۹۹۳)، با بازی ماریان فیثفول و آلفرد مولینا و موسیقی جو استرامر بود. این فیلم جایزه بهترین فیلم جشنواره لانگ آیلند (۱۹۹۴) را دریافت کرد. وقتی خوک‌ها پرواز کنند در بخش مسابقه جشنواره لوکارنو به نمایش درآمد و در سال ۱۹۹۶ در سینمای لایت‌هاوس در خیابان سافولک نیویورک به‌صورت محدود اکران شد.
درایور همچنین مستند کوتاه باوری - بهار ۱۹۹۴ را نوشت و کارگردانی کرد که بخشی از برنامه کارت‌پستال‌هایی از نیویورک برای تلویزیون فرانسه بود. او در بسیاری از فیلم‌های جیم جارموش به‌عنوان تهیه‌کننده و مدیر تولید مشارکت داشته و در سه فیلم او نقش‌های کوچکی ایفا کرده است.
درایور در زمینه تئاتر نیز فعالیت داشته و نمایشنامه چه جهنمی - زلدا سیر (۱۹۷۷، نویسنده و کارگردان)، موزیکال تجربی مسافران جاز در مصر (۱۹۹۰، کارگردان) که در لا ماما در نیویورک اجرا شد، و نمایشنامه پلکان بهشت (۱۹۹۴، کارگردان) در تئاتر کوکاراچا در نیویورک را کارگردانی کرده است.
درایور در سال ۲۰۰۴ در جشنواره بین‌المللی سینمای مستقل بوینس آیرس به‌عنوان داور حضور داشت و مروری بر آثارش نیز در این جشنواره برگزار شد. او همچنین در جشنواره‌های بین‌المللی فیلم میامی (۲۰۰۵)، جشنواره فیلم سن سباستین (۲۰۰۶)، جشنواره بین‌المللی فیلم باهاما (۲۰۰۶) و جشنواره فیلم و موسیقی کوستندورف به کارگردانی امیر کاستاریتسا (۲۰۱۰) به‌عنوان داور فعالیت کرد.
او مستند رونق برای واقعی: سال‌های آخر نوجوانی ژان-میشل باسکیا (۲۰۱۷) را کارگردانی کرد که امتیاز ۸۸٪ در وب‌سایت راتن تومیتوز کسب کرده است. این فیلم که جدیدترین اثر درایور است، با استفاده از تصاویر آرشیوی و مصاحبه با افرادی که به این هنرمند فقید نزدیک بودند، ساخته شده است.
در سال ۲۰۲۱، درایور فیلم کوتاه غریبه‌تر از رتردام با سارا درایور را نوشت و در آن بازی کرد. این فیلم کوتاه جایزه ویژه هیئت داوران برای فیلمنامه‌نویسی در جشنواره فیلم ساندنس ۲۰۲۲ را دریافت کرد.
درایور به‌عنوان «رکنی اغلب نادیده گرفته‌شده در صحنه سینمای مستقل نیویورک پایین» توصیف شده است. منتقد فیلم لوسی سانته فیلم‌های درایور را «دروازه‌هایی به‌سوی ناشناخته‌ها» توصیف کرده است. جاناتان روزنبام نوشته است که فیلم‌های درایور به سبک فرانسوی لو فانتاستیک تعلق دارند؛ ترکیبی از فانتزی با سورئالیسم، علمی-تخیلی، کمیک، وحشت، شمشیر و جادو، و ماوراءالطبیعه که از سینمای هنری تا آثار تجاری هالیوود را دربرمی‌گیرد.
مجموعه تصاویر متحرک سارا درایور در آرشیو فیلم آکادمی نگهداری می‌شود.

## فیلم‌شناسی
| سال  | عنوان                                                 | نقش                                         |
| ---- | ----------------------------------------------------- | ------------------------------------------- |
| ۱۹۸۰ | تعطیلات دائمی                                         | بازیگر: پرستار، مدیر تولید، دستیار کارگردان |
| ۱۹۸۱ | تو من نیستی                                           | کارگردان، نویسنده، تهیه‌کننده                |
| ۱۹۸۴ | غریبه‌تر از بهشت                                       | بازیگر: دختر با کلاه، تهیه‌کننده، مدیر تولید |
| ۱۹۸۶ | خواب‌گردی (سال سگ)                                     | کارگردان، نویسنده، تهیه‌کننده                |
| ۱۹۸۶ | زیر قانون                                             | حل‌کننده مشکلات تولید                        |
| ۱۹۸۹ | قطار اسرارآمیز                                        | بازیگر: کارمند فرودگاه                      |
| ۱۹۸۹ | سگ‌های شکاری برادوی                                    | بازیگر: ایوت                                |
| ۱۹۹۰ | هیولاها (قسمت «تخت و خوک»)                            | کارگردان                                    |
| ۱۹۹۱ | برای خودت نگه دار                                     | بازیگر                                      |
| ۱۹۹۱ | شب روی زمین                                           | (عضو بدون ذکر نام در گروه تولید)            |
| ۱۹۹۳ | وقتی خوک‌ها پرواز کنند                                 | کارگردان، نویسنده                           |
| ۱۹۹۹ | سگ ارواح: راه سامورایی                                | مشاور داستان                                |
| ۲۰۰۵ | گل‌های شکسته                                           | در تیتراژ: «ایده الهام گرفته از»            |
| ۲۰۱۳ | تنها عاشقان زنده می‌مانند                              | در تیتراژ: «تحریک و الهام»                  |
| ۲۰۱۷ | انفجار برای واقعی: سال‌های آخر نوجوانی ژان-میشل باسکیا | کارگردان                                    |
| ۲۰۱۹ | مرده‌ها نمی‌میرند                                       | بازیگر: زامبی قهوه                          |
| ۲۰۲۱ | غریبه‌تر از روتردام با سارا درایور                     | نویسنده، بازیگر                             |